# Solunto
Solunto è un'antica città ellenistica sulla costa settentrionale della Sicilia, sul Monte Catalfano, a circa 2 chilometri da Santa Flavia, di fronte Capo Zafferano, nei pressi di Palermo. Secondo Tucidide, Solunto costituiva, assieme a Panormus e a Motya, una delle tre città fenicie, in Sicilia. In realtà alcuni scavi, che hanno interessato questo sito, mostrano come l'ipotesi che Solunto fosse una cittadina dalle origini fenicie sia ancora priva di supporti archeologici adeguati, e ne indicano come autentici fondatori i Sicani, maggiormente motivati a stanziarsi in una così particolare collocazione (come i pendii di un promontorio roccioso).

## Nome
Il nome greco di Solunto, secondo il mito di fondazione, riportato da Ecateo di Mileto, deriverebbe da quello di un brigante, Solus, ucciso da Eracle. Il nome fenicio conosciuto dalle monete (Kfr = Kafara), significa «villaggio», mentre lo stesso nome greco (Σολοῦς Solús, corrispondente al latino Soluntum) potrebbe essere d'origine semitica (סלעים selaim, «rupi») o greca arcaica (σόλος sólos, «roccia ferrosa»).
(Giovanni Salemi, Solunto, ossia le rovine di un'antica città sul Monte Catalfano, 1872.)

## La Solunto fenicia

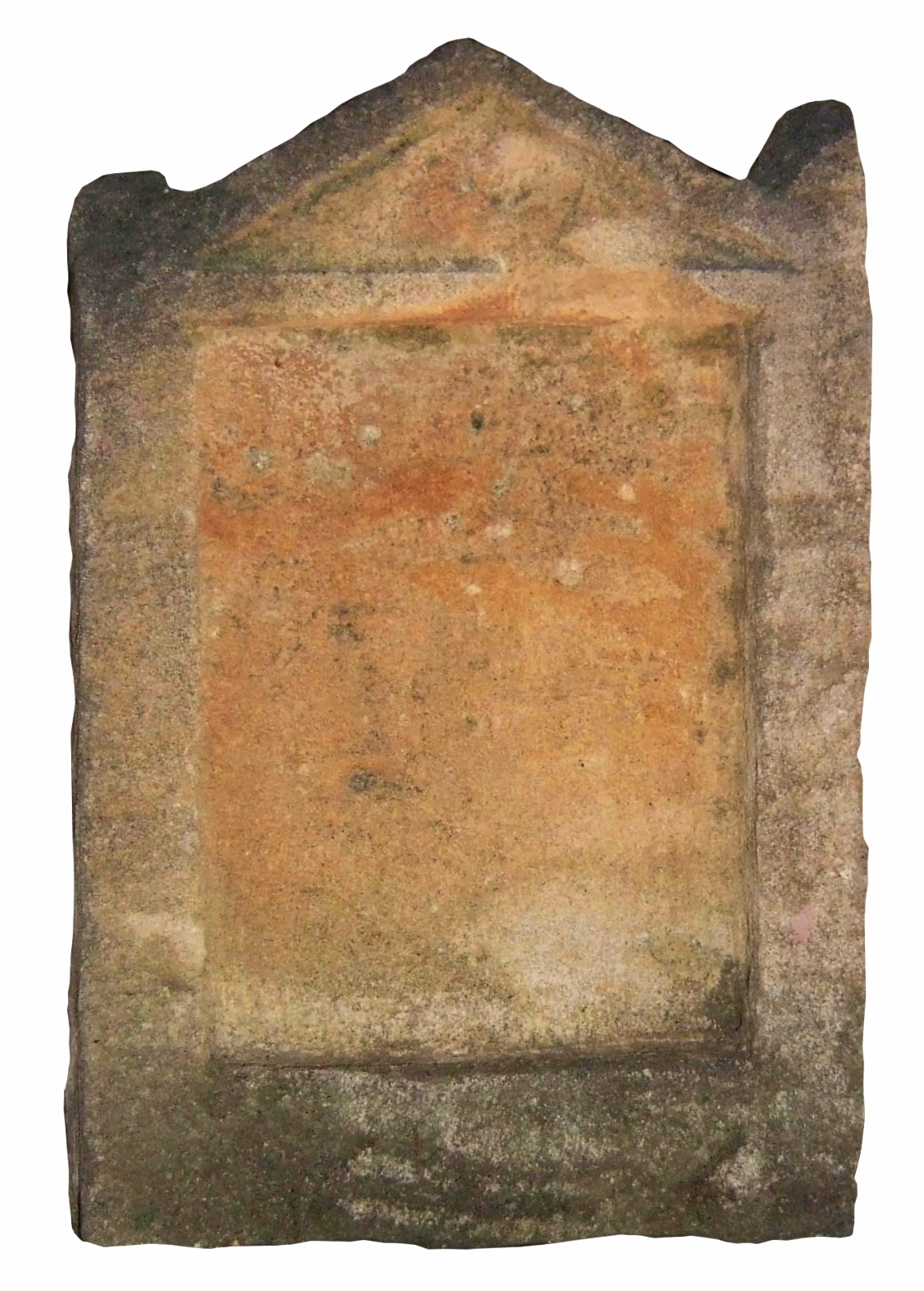
Stele funeraria dalla Solunto fenicia

La più antica notizia su Solunto ci è trasmessa da Tucidide, secondo il quale il luogo sarebbe stato occupato da Fenici (insieme a Mozia e Palermo) al momento della prima colonizzazione greca.
Dell'abitato fenicio sul promontorio di Solanto, in lingua fenicia Kfr, rimangono oggi scarse tracce a causa della recente crescita edilizia, come una necropoli con sepolture a camera (distrutte nell'aprile 1972 durante lavori edili) nei pressi della stazione ferroviaria di Santa Flavia, un quartiere industriale con fornaci, un probabile tofet con resti di ossa combuste e stele «a trono» e, presso la località Olivella, una sepoltura ipogea con dromos.
Tra i materiali ceramici rinvenuti si ricordano kylikes di produzione ionica, aryballoi corinzi, un kantharos etrusco di bucchero, anfore fenicie di forma Ramón 1.1.2.1 e Ramón 4.2.1.4. La città fu conquistata per tradimento da Dionisio I di Siracusa nel corso della sua guerra contro i Cartaginesi (396 a.C.), insieme a Cefalù ed Enna.
Già in precedenza il suo territorio era stato saccheggiato insieme a quello di altre due città rimaste fedeli ai Cartaginesi, Halyciae e Palermo. È probabile che in quest'occasione l'abitato sia stato gravemente danneggiato o distrutto, dal momento che non se ne parla più a proposito della seconda spedizione di Dionisio, nel 368 a.C. In ogni caso, è proprio immediatamente dopo tale data che la città venne ricostruita interamente, secondo un piano regolare, nella fortissima posizione sul Monte Catalfano che rimase la sua sede definitiva.

## La Solunto ellenistica
Nella nuova città disposta a pianta ippodamea sul Monte Catalfano si insediò (307 a.C.) un gruppo di mercenari greci abbandonati da Agatocle in Africa dopo il fallimento della sua spedizione. La presenza di un forte nucleo ellenico è, del resto, confermata, oltre che dal carattere stesso delle costruzioni e della loro decorazione, dalla presenza d'iscrizioni in greco, e dal tipo delle magistrature e dei sacerdozi in esse ricordati: gli anfipoli di Zeus Olimpio e gli hieròthytai (i primi sembrano riprodurre un'istituzione siracusana, introdotta da Timoleonte nel 363 a.C.).
Nel 254 a.C., durante la prima guerra punica, la città passò ai Romani, come Iaitai, Tindari ed altre. Sappiamo da Cicerone che essa faceva parte delle civitates decumanae. La notizia più tarda si ricava dall'unica iscrizione latina scoperta a Solunto, una dedica della res publica Soluntinorum a Fulvia Plautilla, moglie di Caracalla. A giudicare dai materiali archeologici sembra che il sito, semideserto e in decadenza già dal I secolo, sia stato definitivamente abbandonato poco più tardi.

### Gli scavi

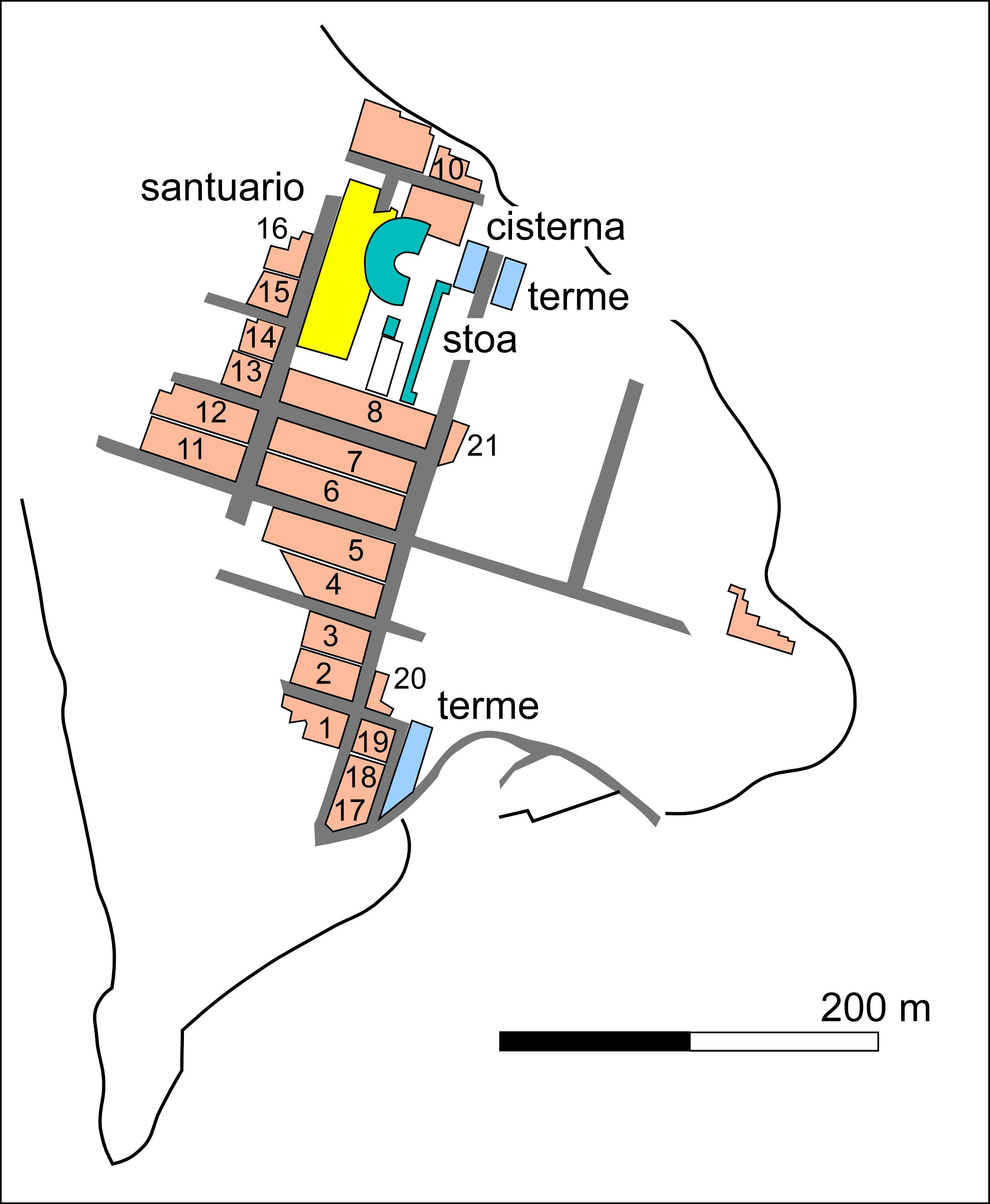
Mappa di Solunto

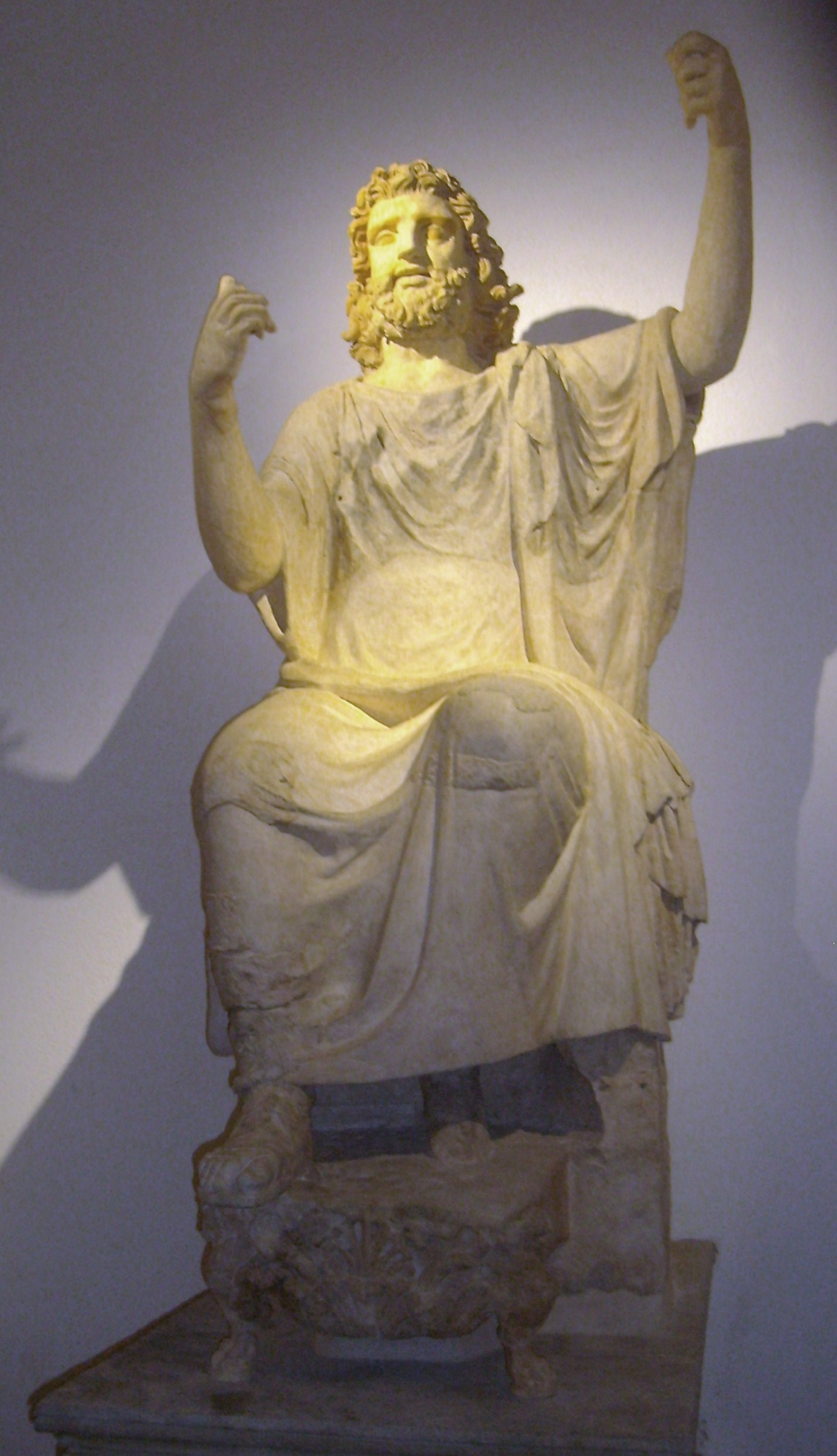
Statua di Zeus del Museo Salinas di Palermo

Gli scavi iniziarono nel 1825 per interessamento della Commissione di Antichità e Belle Arti, e in tale occasione fu rinvenuta la statua raffigurante Zeus in trono oggi conservata al Museo archeologico regionale Antonio Salinas; essa è caratterizzata dal corpo scolpito in calcarenite locale e la testa in marmo bianco, mentre il trono è decorato con rilievi raffiguranti Ares coronato da Nike, Afrodite, Eros e le Grazie. I lavori di scavo proseguirono nel 1836 e nel 1863, liberando una parte della città, ma essi sono stati ripresi nel 1952, e portati avanti negli anni successivi. È così tornato alla luce un settore notevole del tessuto urbano, che permette di ricostruire la struttura riorganizzata integralmente intorno alla metà del IV secolo a.C.
La città occupa il pianoro del Monte Catalfano, che digrada da ovest ad est (da un'altezza sul livello del mare da m 235 a 150), e in parte è franato sul lato nord. La superficie doveva essere originariamente di circa 18 ettari, ed era suddivisa regolarmente - secondo i dettami urbanistici di Ippodamo da Mileto - da una serie di strade orientate da nord-est a sud-ovest (tre delle quali sono state parzialmente scavate), intersecate da assi minori perpendicolari (larghi da 3 a 5,80 m), i quali, essendo disposti perpendicolarmente alla pendenza, sono perlopiù costituiti da scalinate. Ne risultano isolati rettangolari, di circa 40 x 80 m, disposti con il lato minore sugli assi principali. Essi sono suddivisi a metà, in senso longitudinale, da uno stretto ambitus (m 0,80-1), destinato a drenare gli scoli, che, in corrispondenza delle strade principali, si trasformano in canali sotterranei. Non esistevano fogne.
La strada principale (nota col nome moderno di Via dell'Agorà è larga da 5,60 a 8 m, e conduce alla zona pubblica della città, situata nella zona nord. A differenza delle altre – che sono pavimentate in lastre di calcare – essa presenta, a partire dal terzo isolato, una pavimentazione in mattoni quadrati. In corrispondenza degli incroci, la carreggiata è occupata da tre blocchi allineati con incassi, forse destinati a sostenere ponticelli lignei d'attraversamento in caso d'inondazioni.
La disposizione delle abitazioni riflette certamente diversi livelli sociali. Nelle zone periferiche, infatti, per quanto finora si conosce, gli isolati sono divisi in otto abitazioni, di 400 m² al massimo, e perlopiù prive di peristilio, sostituito da un semplice cortile. Nell'area centrale gli isolati comprendono in genere sei case, la cui superficie arriva sino a 540 m², e che sono perlopiù dotate di peristili e di ricca decorazione musiva e pittorica. L'impianto sembra essere sostanzialmente quello originario, della metà del IV secolo a.C., anche se naturalmente si notano numerosi rifacimenti d'età tardoellenistica e romana (che sembrano solitamente concentrati fra il II secolo a.C. e il I secolo, mentre scarsissime sono le aggiunte posteriori). Si tratta insomma di un tipico piano regolatore d'età tardoclassica, che ritroviamo anche altrove in Sicilia (Iatai, Tindari, Eraclea, Gela, Agrigento, probabilmente a Segesta ed a Taormina), derivato da modelli greci, verosimilmente dell'Asia minore, come quello di Priene.

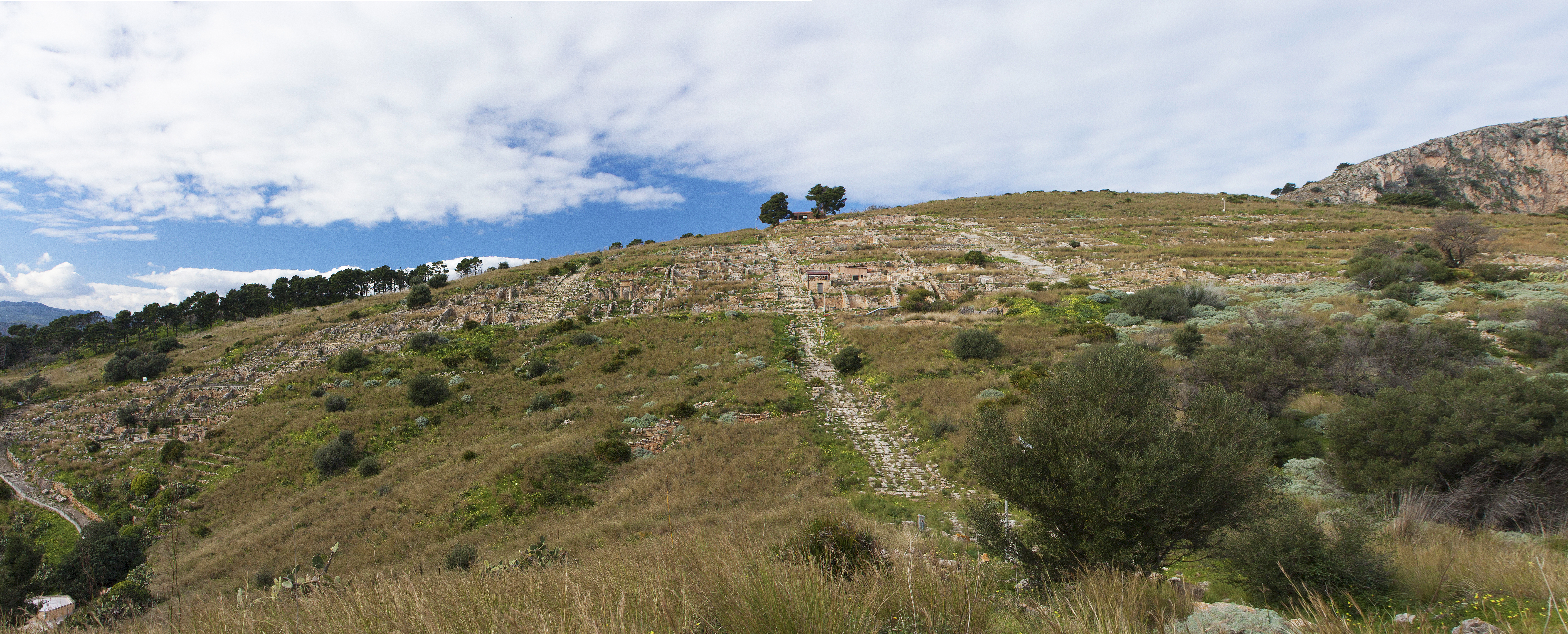
Panorama di Solunto che mette in mostra la sua disposizione lungo il monte Catalfano e la disposizione regolare delle strade

## Monetazione

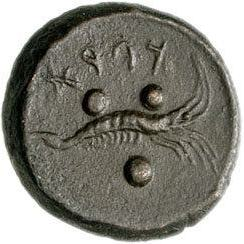
Tetras di Solunto con le lettere fenicie KFR

### V secolo a.C.
- Testa di Eracle con leontè / gambero con caratteri fenici KFR

### IV secolo a.C.
- Testa di Atena con elmo / arciere con caratteri fenici KFR
- Testa di Eracle con leontè / ippocampo
- Testa di Atena con elmo / ghirlanda con caratteri greci SOLONTINON
- Testa di Persefone / toro

### III secolo a.C.
- Testa di Eracle con leontè / delfino
- Testa di Poseidone / testa di Atena con elmo
- Testa di Poseidone / guerriero con elmo

## Topografia del sito e monumenti

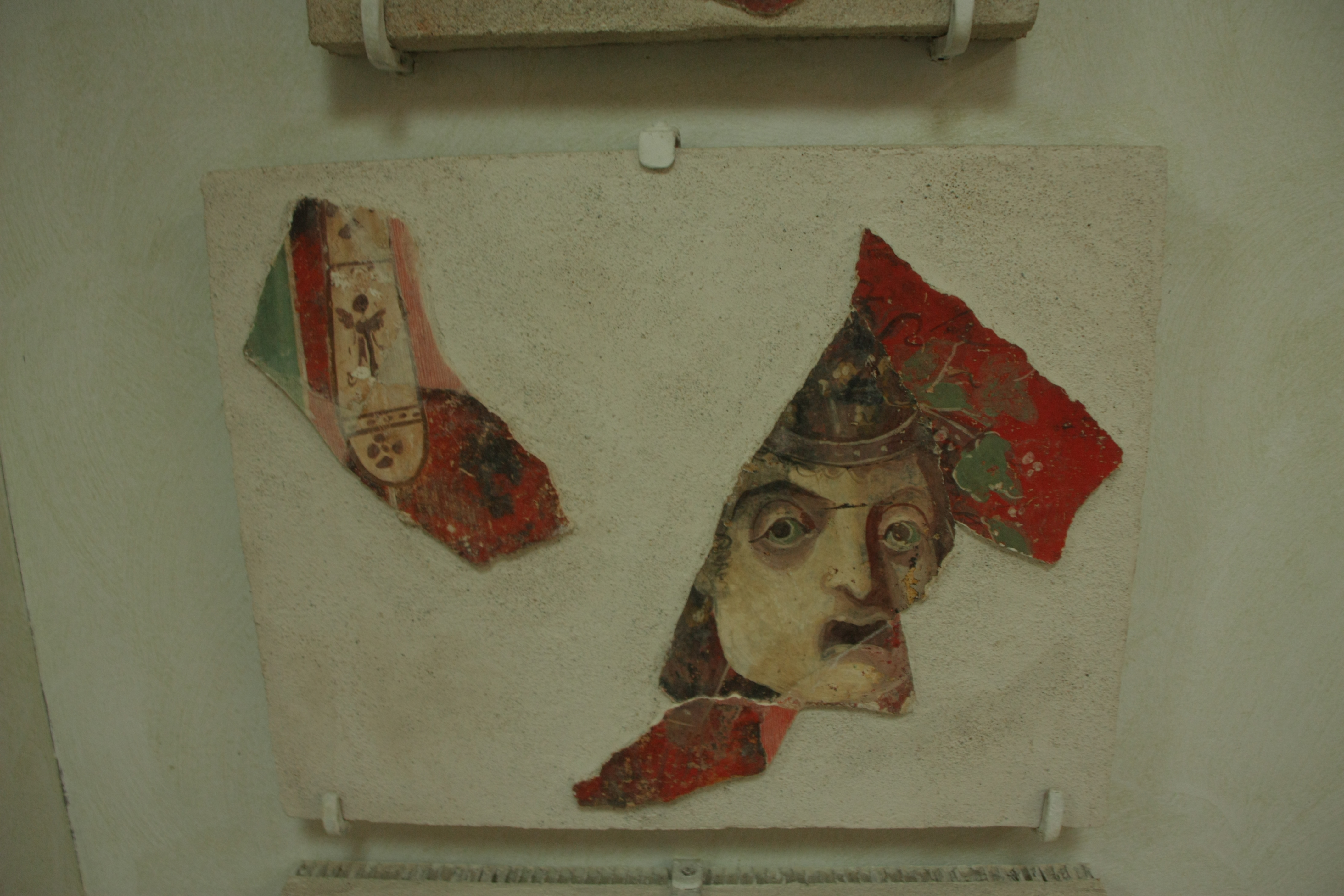
Dipinti dell'antiquarium di Solunto

### L'antiquarium
Situato all'ingresso degli scavi, nell'Antiquarium sono esposti, in alcune vetrine, materiali provenienti dalle due case: due arule - thymiateria (incensieri), ceramica dal IV secolo a.C. all'età romana e frammenti d'intonaci dipinti. Inoltre, tre stele di tipo fenicio ed un piccolo rilievo votivo con un cavaliere; una serie di capitelli ellenistici e romani; alcune statuette tardoellenistiche e romane; monete di Solunto e di altri centri della Sicilia.

### Le tabernae
Seguendo la via principale della città (che nel primo tratto è selciata con lastre di calcare), s'attraversa dapprima un quartiere periferico, costituito da case modeste, a semplice cortile, e mal conservate, la cui tecnica costruttiva è a telaio, tessuta con grandi blocchi incrociati, e pietrame di riempimento tra di essi.
Poco dopo la prima traversa, a sinistra, ha inizio il settore occupato dalle case più lussuose. La seconda casa dell'isolato, che s'affaccia sulla Via dell'Agorà, con l'ingresso principale sulla seconda trasversale, costituisce un buon esempio d'abitazione di livello alto, anche se non eccezionale. Come molte altre, essa sorge su tre livelli, progressivamente più elevati da est ad ovest. Il settore più basso, fronteggiante la Via dell'Agorà, è costituito da quattro botteghe, due delle quali (quelle laterali) collegate con due ambienti corrispondenti al livello superiore (quello intermedio): si tratta evidentemente delle abitazioni dei bottegai. 

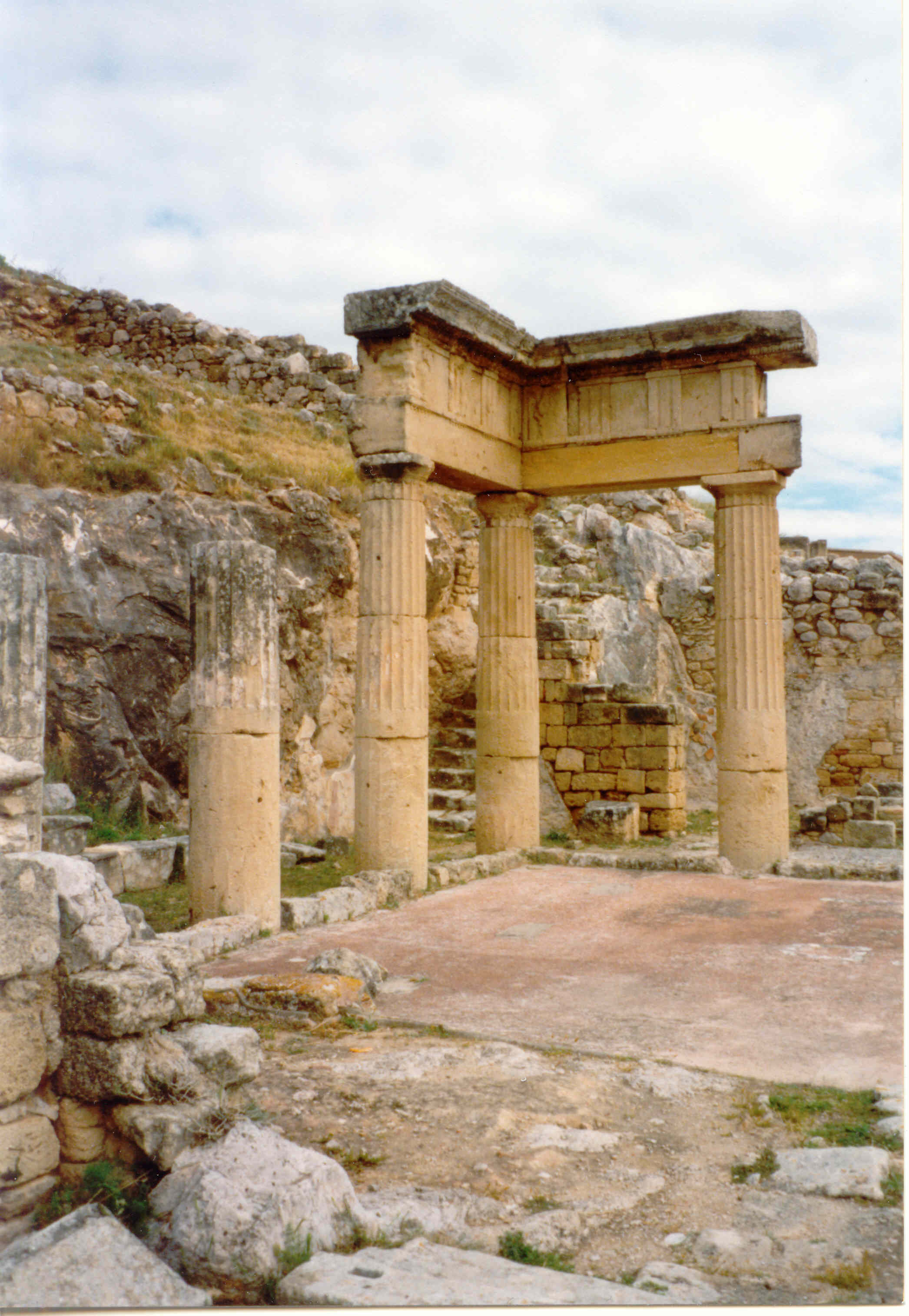
Solunto. Il cosiddetto Ginnasio

Una delle due tabernae centrali, quella di sinistra, non comunica con la parte posteriore, mentre da quella di destra s'accede, mediante una scala, ad un ampio ambiente di livello intermedio, a sua volta comunicante col terzo livello, occupato dalla casa. Sembra probabile che in quest'ultimo caso si tratti di una dispensa appartenente all'abitazione, accessibile dalla strada (dove potevano giungere i carri e le bestie da soma), mentre le altre tabernae dovevano essere botteghe d'affitto. Il piano più alto era occupato dall'abitazione vera e propria, cui s'accedeva da una delle tranquille vie trasversali a gradini. La porta d'ingresso dava in un ambiente comunicante con due stanze laterali (una certamente riservata al portiere), e da qui, tramite un'altra porta, s'accedeva al peristilio a quattro colonne (tetrastilo). Su questo s'affacciano alcuni grandi ambienti (quelli d'abitazione dovevano essere al piano superiore), uno dei quali con il pavimento a mosaico. Sulla destra, a livello leggermente superiore, sono il bagno e la cucina.

### Ginnasio
Subito dopo la via trasversale, nell'isolato successivo, è il cosiddetto Ginnasio, scavato verso la metà dell'Ottocento e restaurato nel 1866 dal Cavallari, che rialzò le colonne del peristilio con aggiunte arbitrarie. Il nome è dovuto alla scoperta, in questa zona, di un'iscrizione greca (ora al Museo Archeologico Regionale di Palermo) con una dedica da parte di un gruppo di soldati, comandati da un Apollonio figlio di Apollonio, ad Antallo Ornica, figlio di Antallo e nipote di Antallo, ginnasiarca. Quest'iscrizione dimostra l'esistenza a Solunto dell'istituto tipicamente greco dell'efebia, e certamente anche l'esistenza di un ginnasio, che non è però stato finora identificato. L'edificio che va sotto questo nome è invece una ricca dimora dotata di un peristilio a due piani, con colonnato inferiore dorico e superiore ionico, con transenne scolpite "a cancello" fra le colonne (dodici in tutto e quattro per lato): un tipo che è ora conosciuto anche altrove in Sicilia (a Iatai, ad esempio) ed un po' ovunque nel mondo ellenistico (particolarmente a Delo). Nella casa si notano ancora resti di ricchi pavimenti a mosaico, e di pitture di IV stile, appartenenti ad un restauro della seconda metà del I secolo d.C.

### Casa di Leda

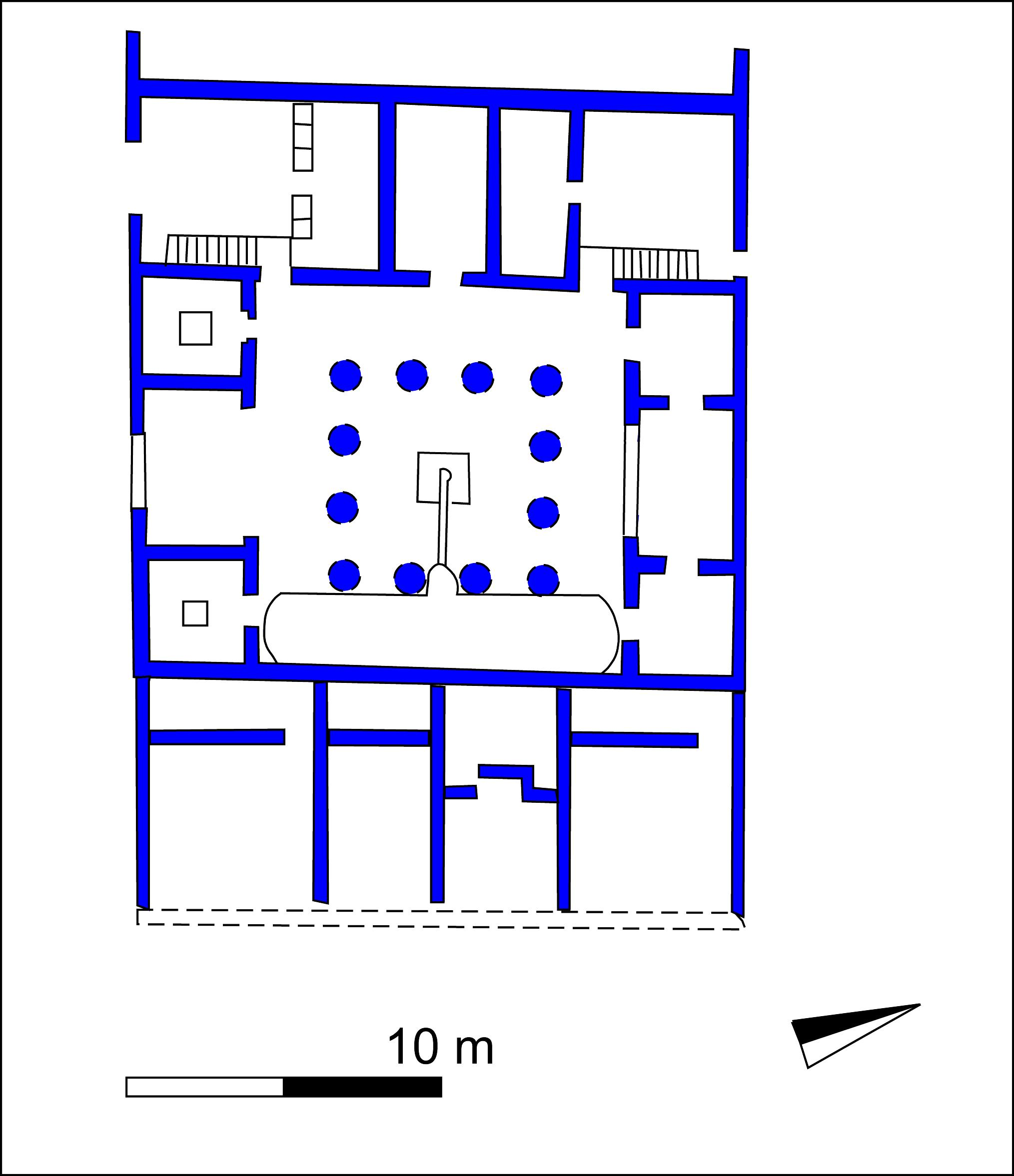
Pianta della casa di Leda

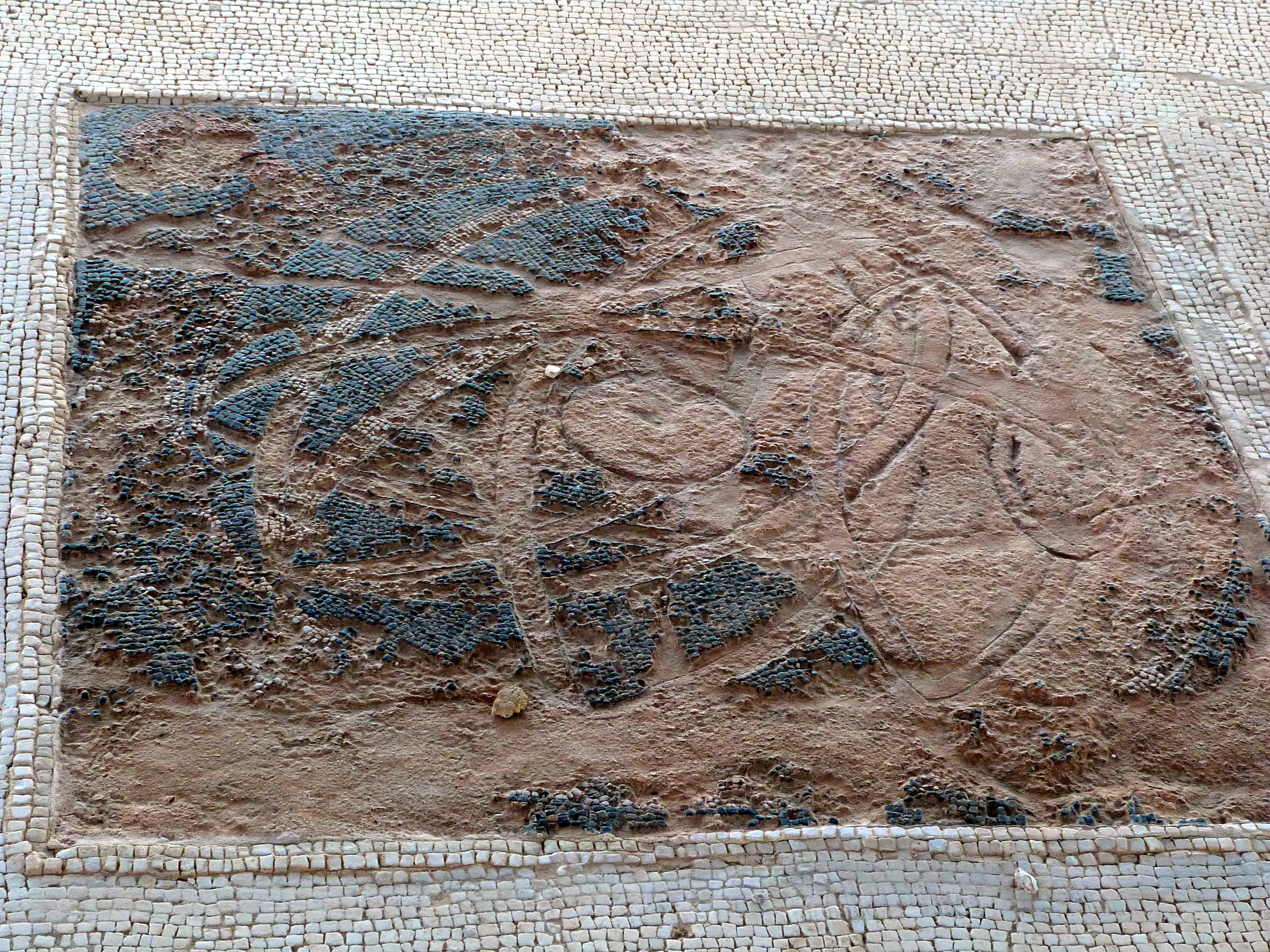
L'astrolabio o sfera armillare della casa di Leda

Oltrepassata un'altra via trasversale (denominata dagli scavatori Via Ippodamo di Mileto) si trova un'altra dimora piuttosto ben conservata che, dal soggetto di uno dei suoi dipinti, ha preso il nome di Casa di Leda, scavata nel 1963. Anche questa sorge su tre livelli: il più basso, adiacente alla Via dell'Agorà, è occupato da quattro botteghe con mezzanini-dormitori soprelevati. Fra questo settore e la casa, utilizzando il dislivello, è stata inserita la lunga cisterna, absidata alle due estremità, nella quale confluiva l'acqua proveniente dal peristilio. A questo s'accedeva dalla via Ippodamo di Mileto, tramite il solito ambiente intermedio. Si tratta di un cortile probabilmente a dodici colonne (quattro per lato), doriche in basso e ioniche al primo piano: queste ultime erano collegate da una transenna di calcare con reticolato a rilievo (i frammenti sono conservati sul posto).
Gli ambienti circostanti sono riccamente decorati con mosaici e pitture. Nel peristilio sono i resti di un mosaico con motivi ad onde in bianco e nero. In un cubicolo (stanza da letto) a nord, la zona destinata al giaciglio è separata con un motivo a cubi in prospettiva, in pietre di tre colori. Al centro della stanza ad ovest del vestibolo è conservato un emblema (quadretto) con una rappresentazione del tutto eccezionale: un astrolabio, col globo terrestre circondato dalle sfere celesti (bisogna ricordare il planetario d'Archimede trasferito a Roma da Siracusa dopo la conquista della città, nel corso della seconda guerra punica). Il mosaico, in cui sono state utilizzate lamine di piombo per separare i vari settori della rappresentazione, è databile – come gli altri della casa – intorno alla metà del II secolo a.C., ed è stato forse importato da Alessandria.

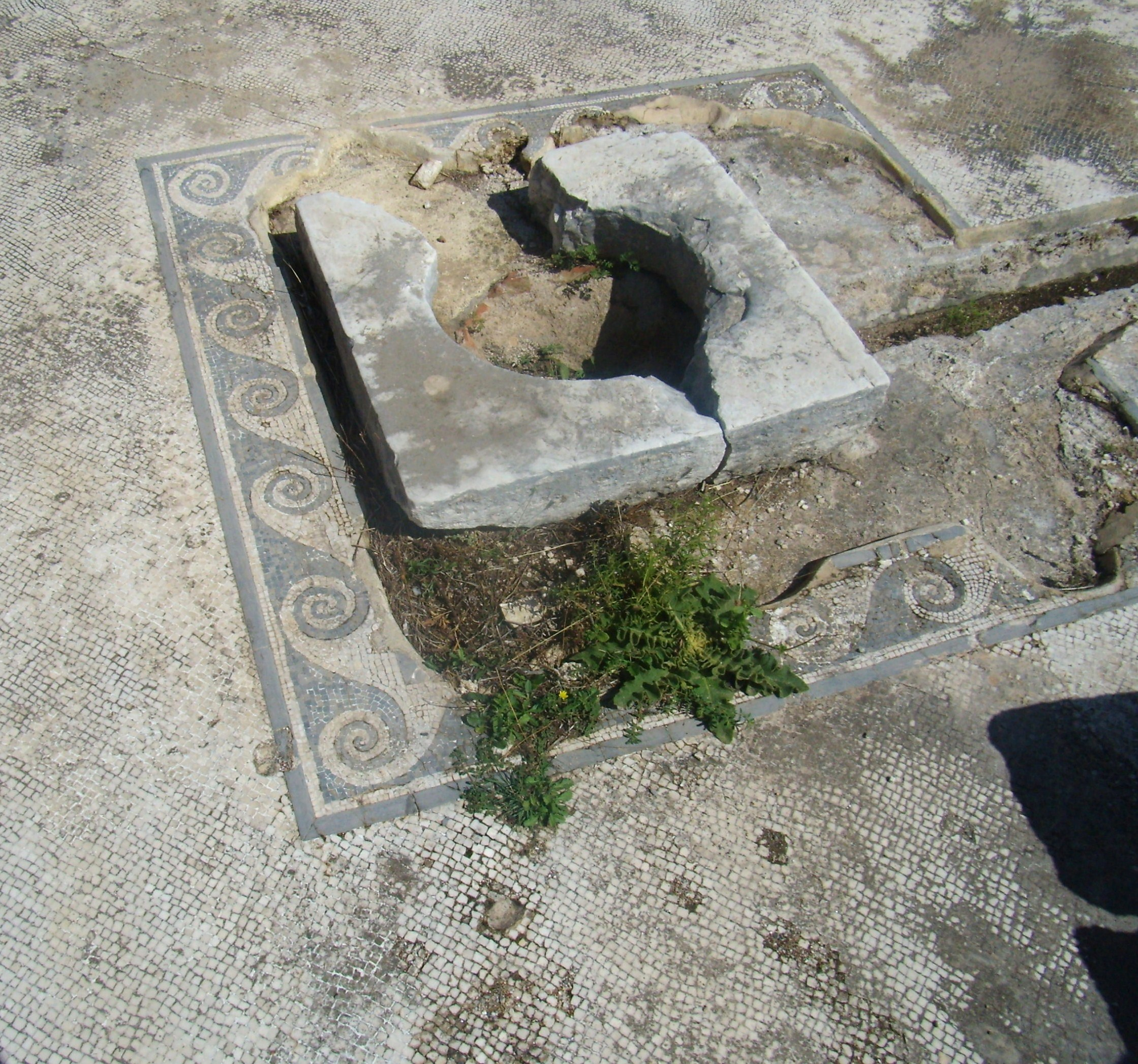
Mosaico della casa di Leda

In un'ampia sala che s'affaccia ad ovest del peristilio (forse il triclinio) sono conservate pitture di IV stile, del tardo I secolo d.C., che sostituiscono quelle originarie, di I stile, delle quali restano tracce. Nella parete settentrionale, sopra uno zoccolo a larghe zone dipinte ad imitazione del marmo, sono quattro ampi pannelli separati da steli vegetali, su uno dei quali si distingue la rappresentazione dei Dioscuri, mentre sul successivo è dipinta la madre dei divini gemelli, Leda (col cigno), che ha dato il nome alla casa. Sulla parete di fondo (quella occidentale) sono tre pannelli: in quello centrale si distinguono le tracce di una figura maschile nuda e seduta, mentre su quelli laterali sono figure maschili alate con fiaccole (probabili Imenesi, geni del matrimonio).

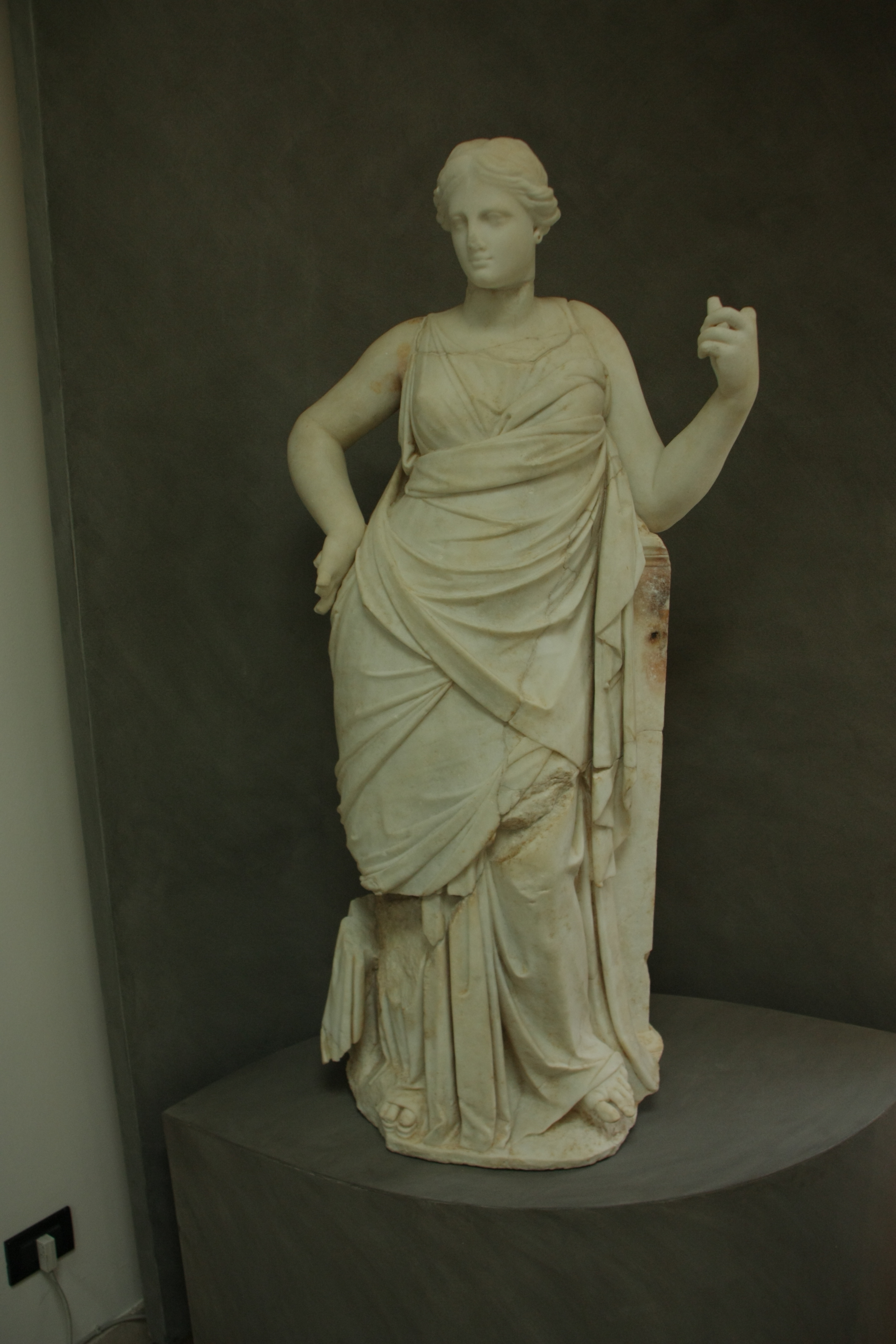
Musa con rotolo, presso l'antiquarium

La decorazione di questa ricca dimora era completata da alcune sculture: tre piccole statue femminili panneggiate, due delle quali marmoree ed una in calcare, con mani e piedi di marmo (esposte nell'Antiquarium). L'ultimo livello del fabbricato comprendeva una cisterna (a nord del triclinio) ed un ambiente comunicante direttamente con l'esterno, forse una stalla.

### Casa del mosaico circolare

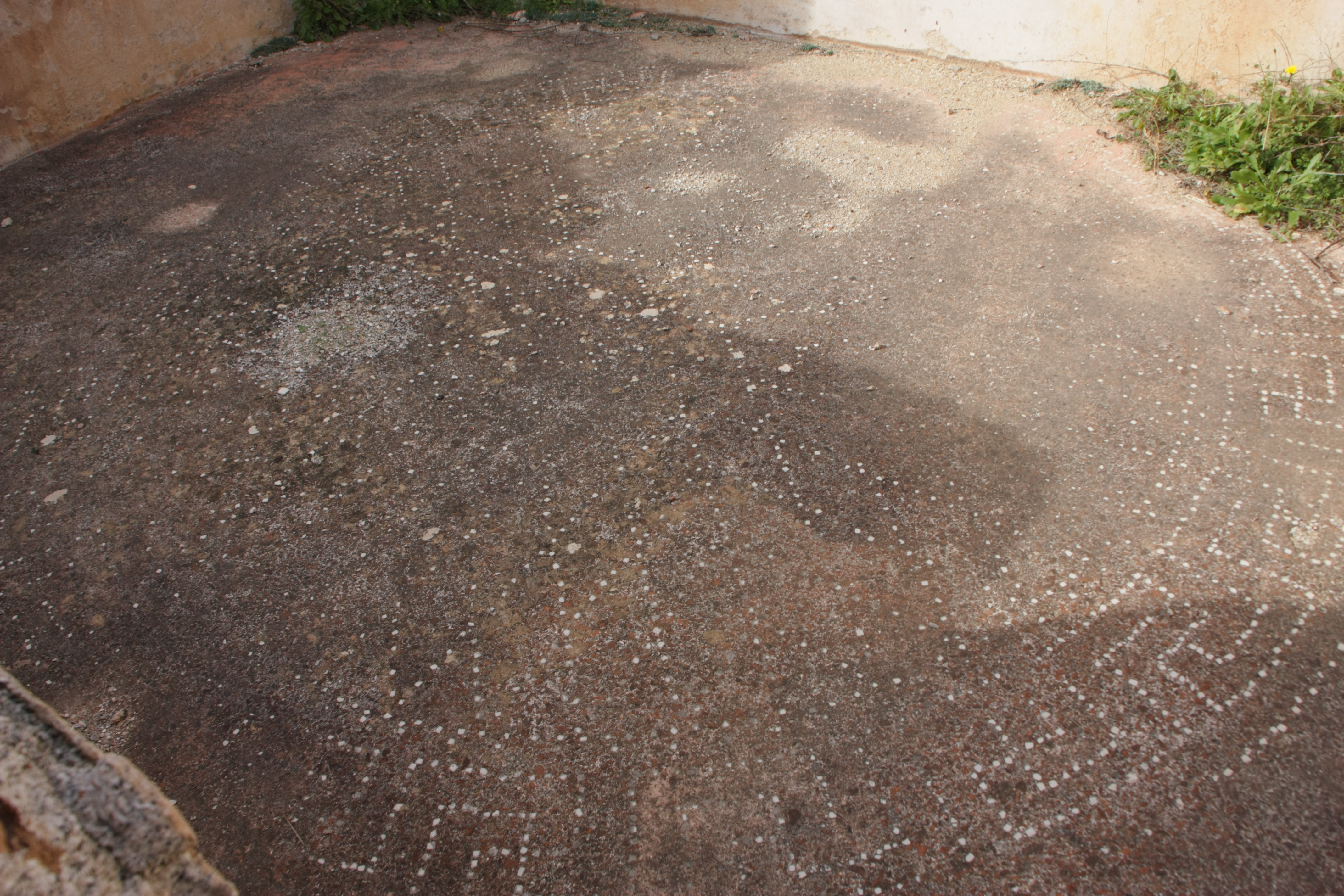
Il mosaico circolare

Continuando a risalire la Via Ippodamo di Mileto, si trovano sui lati altre case. La seconda sulla destra, dopo la Casa di Leda, è una casa senza peristilio (scavata anch'essa nel 1963), con cortile pavimentato in cocciopesto, con decorazioni a losanghe di tessere bianche. Su di esso s'aprono vari ambienti uno dei quali, ad ovest, ha pavimento a signino (una grande ruota al centro, con decorazione di tessere bianche disposte a raggera, ed orlo a meandro); un altro, a nord, conserva pitture della prima fase del secondo stile, ad imitazione di una struttura marmorea, davanti alla quale pendono ghirlande (inizio del I secolo a.C.). Si notano resti di una più antica decorazione di I stile, coeva ai pavimenti conservati.

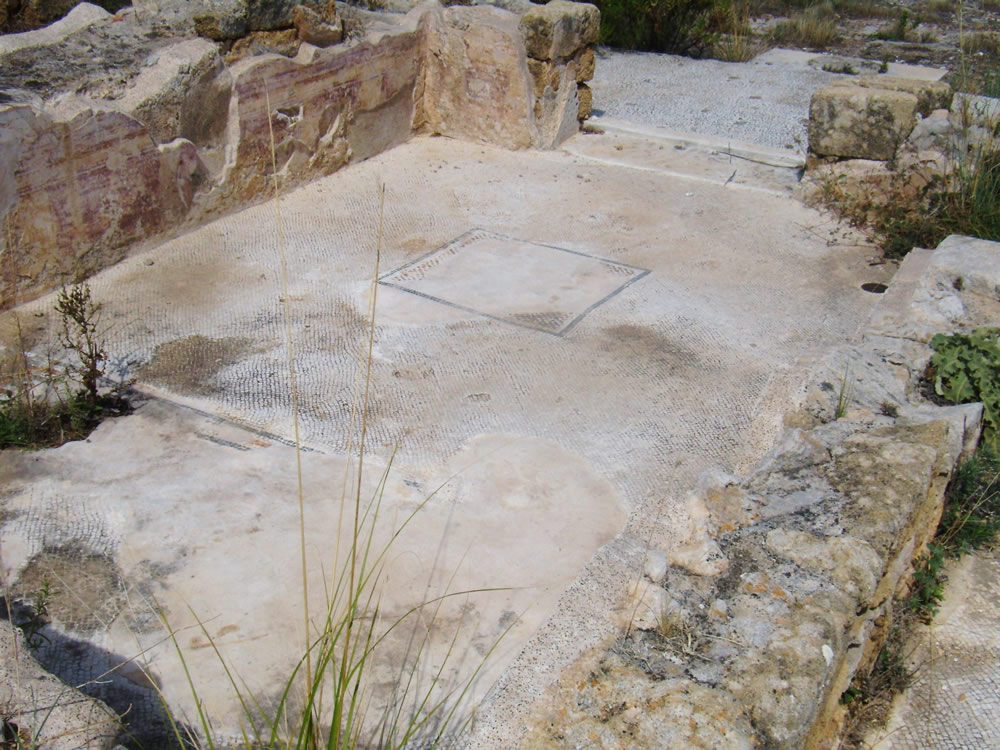
Mosaico della casa delle ghirlande

### Casa delle ghirlande
L'ultima casa a destra lungo la via Ippodamo di Mileto è una delle prime esplorate nel secolo scorso. Il resto dell'abitazione è stato scavato nel 1962. Il peristilio conserva un pavimento con tessere policrome disposte irregolarmente. In un ambiente a nord-est sono conservati affreschi di II stile. Subito ad est di questa casa, è una grande cisterna con vari ambienti, forse di carattere pubblico.

### Il Santuario

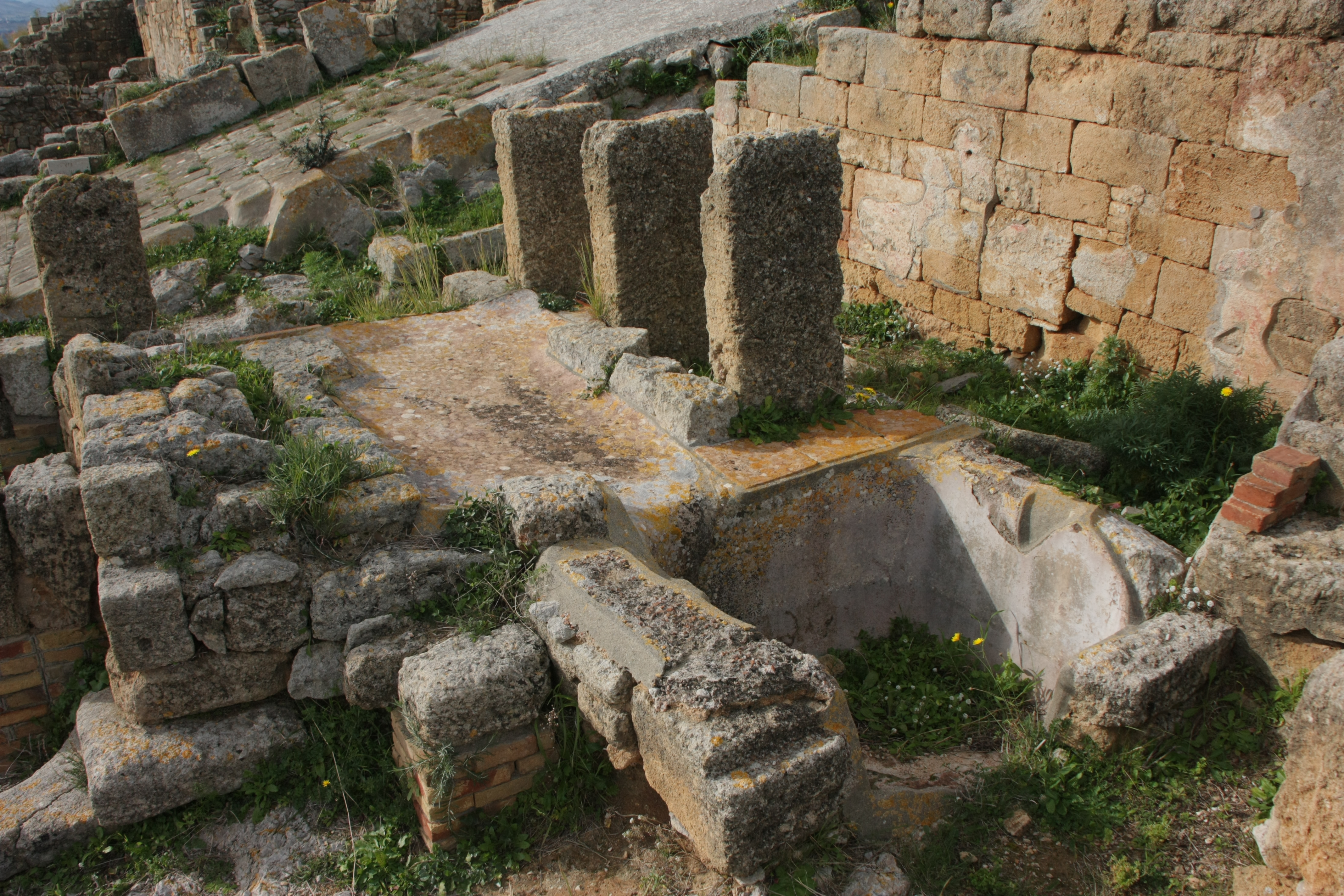
Altare sacro con vasca di raccolta del sangue

Ritornando sulla via dell'Agorà, all'altezza del successivo incrocio con una strada trasversale (denominata Via Salinas), ha inizio la principale zona pubblica della città. Qui la strada è interrotta da una soglia, che impediva l'accesso dei carri nell'agorà. Subito sulla sinistra è un importante complesso, identificabile con un santuario. Esso si compone di due edifici distinti: il primo, più ad est (lungo m 20,50, largo 6,50), comprende tre ambienti non comunicanti, aperti sulla strada. Quello di sinistra è caratterizzato da un altare con tre betili (stele aniconiche infisse verticalmente), tipico del culto fenicio-punico. Un piano, inclinato dalla piattaforma dell'altare ad una vaschetta, probabilmente serviva a raccogliere il sangue delle vittime. L'ambiente centrale, caratterizzato da una banchina a due gradini estesa ai quattro lati, era certamente destinato a cerimonie di culto. Nulla si può dire del terzo ambiente, molto rovinato. Tutto il complesso presenta numerosi rifacimenti fino ad età imperiale.

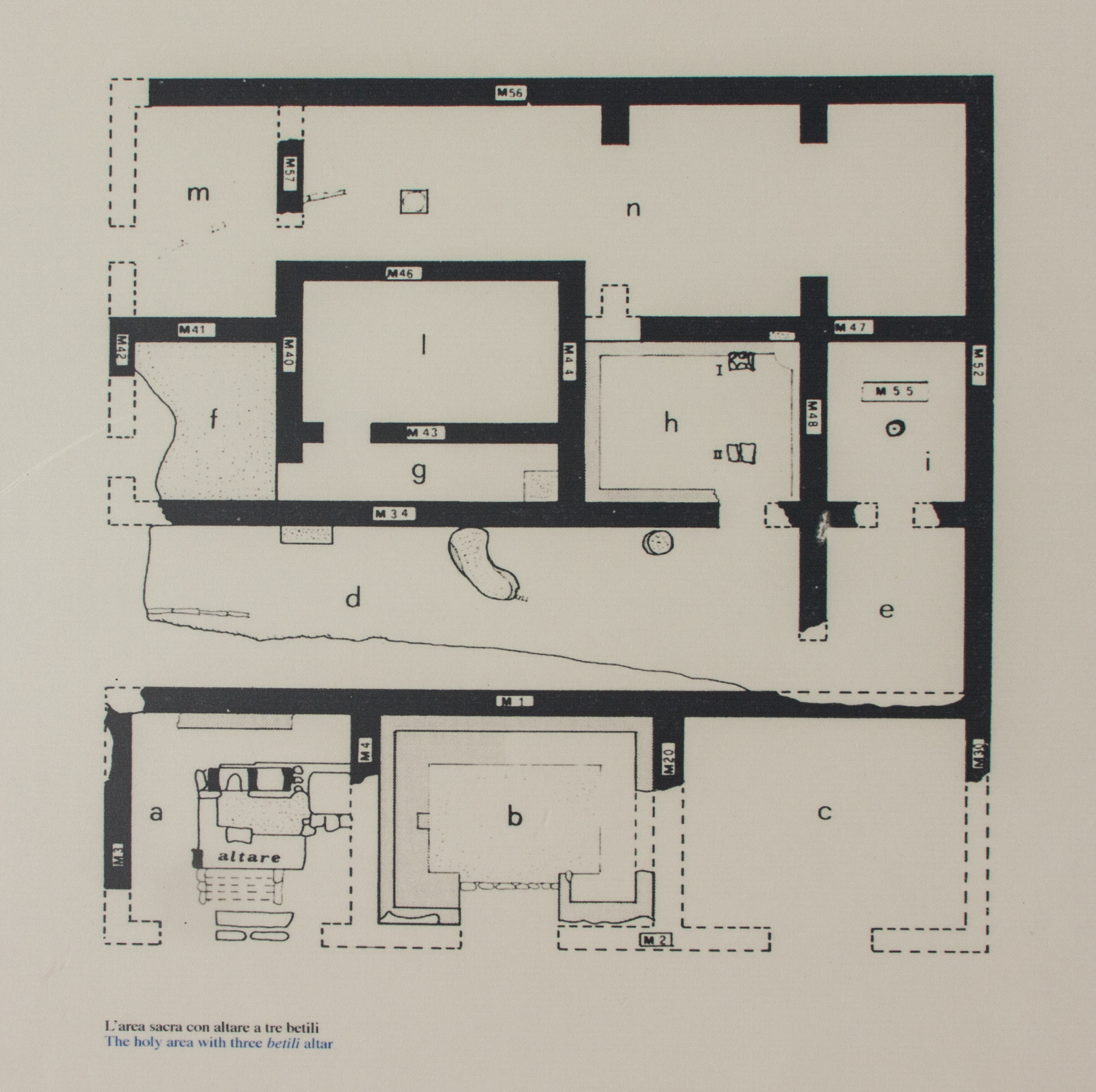
Mappa dell'area sacra

L'edificio retrostante (lungo m 20,50, largo 16) comprende nove ambienti, distribuiti su tre livelli. Dopo un grande cortile (d), terminante in un piccolo vano (e), forse destinato ad ospitare gli animali del sacrificio (vi si trovano degli abbeveratoi), segue il secondo ripiano, con cinque ambienti, il più importante dei quali (h) è dotato di una banchina e di altari, ed era certamente destinato al culto: la terrazza più alta è occupata da un grande ambiente allungato (n), preceduto da un altro. La metà settentrionale di tale ambiente n era coperta a volta. Vi si trova una cisterna ed una fossa, entro la quale è stato trovato un grande scarico di materiale votivo (pesi da telaio, arule di terracotta, ceramica) e moltissime ossa di animali sacrificati. Il deposito appartiene alla fase originaria dell'edificio (IV – inizio del III secolo a.C.), che quindi è nato come luogo di culto. Vi si distingue una seconda fase, che dura sino ai primi due secoli dell'età imperiale. Non è impossibile che proprio qui fosse collocata originariamente la grande statua di culto trovata in questa zona nel 1825 (nella quale, più che una divinità greca, si deve riconoscere un Baal fenicio, rappresentato in forme ellenizzanti del II secolo a.C., ora al Museo di Palermo). Altri preferiscono pensare, come luogo di provenienza della statua, ad un piccolo edificio a due navate, prossimo al teatro.
Si trattava certamente di un santuario di grande importanza, come dimostrano le dimensioni e la prossimità alla zona pubblica principale della città (è possibile che vi fosse un altro santuario più a monte, in quella che probabilmente è anch'essa una zona pubblica). È particolarmente interessante che l'edificio di culto abbia conservato le sue forme orientali, in una città per il resto così profondamente ellenizzata.

### La stoa

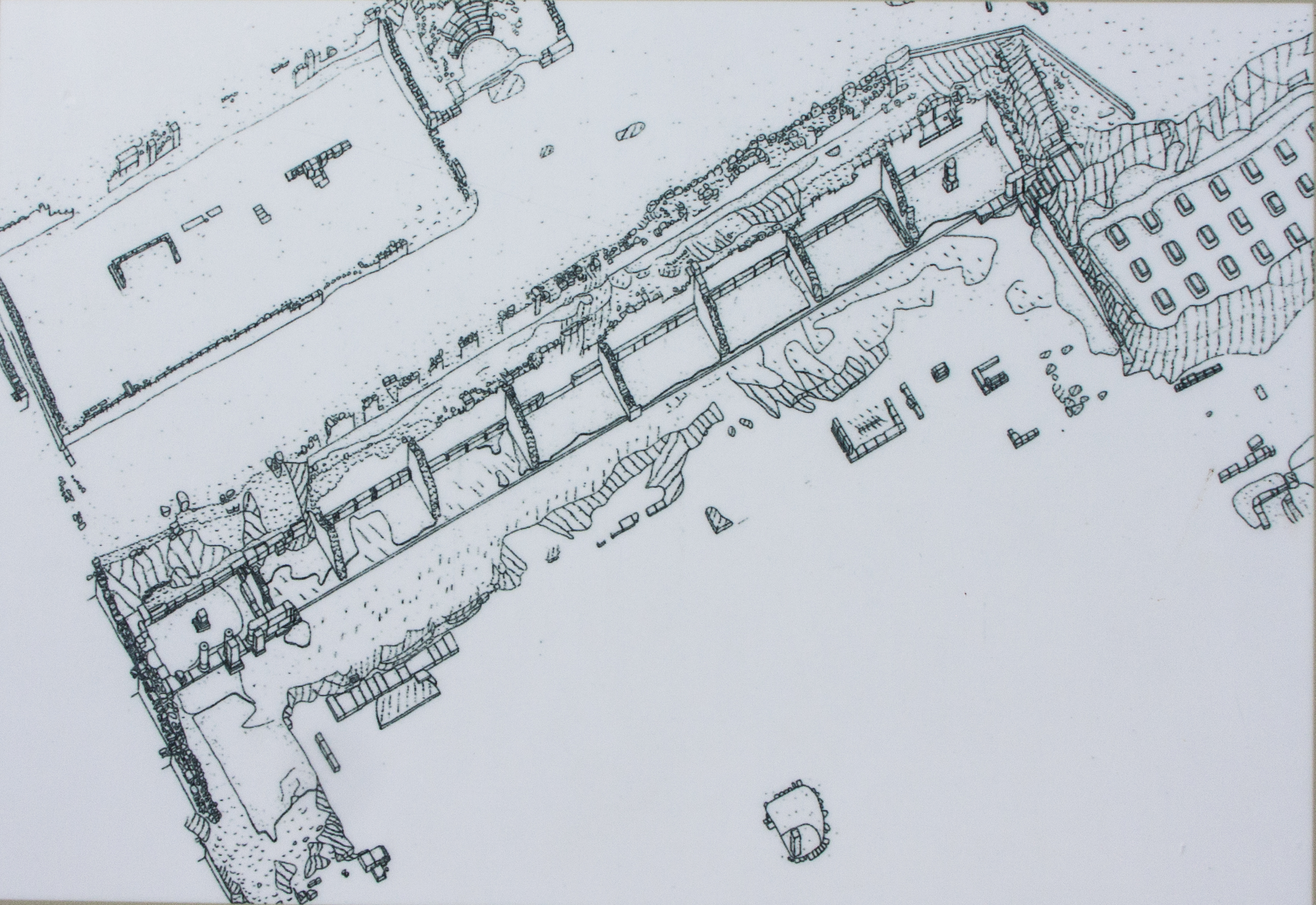
Schema dello stoa di Solunto

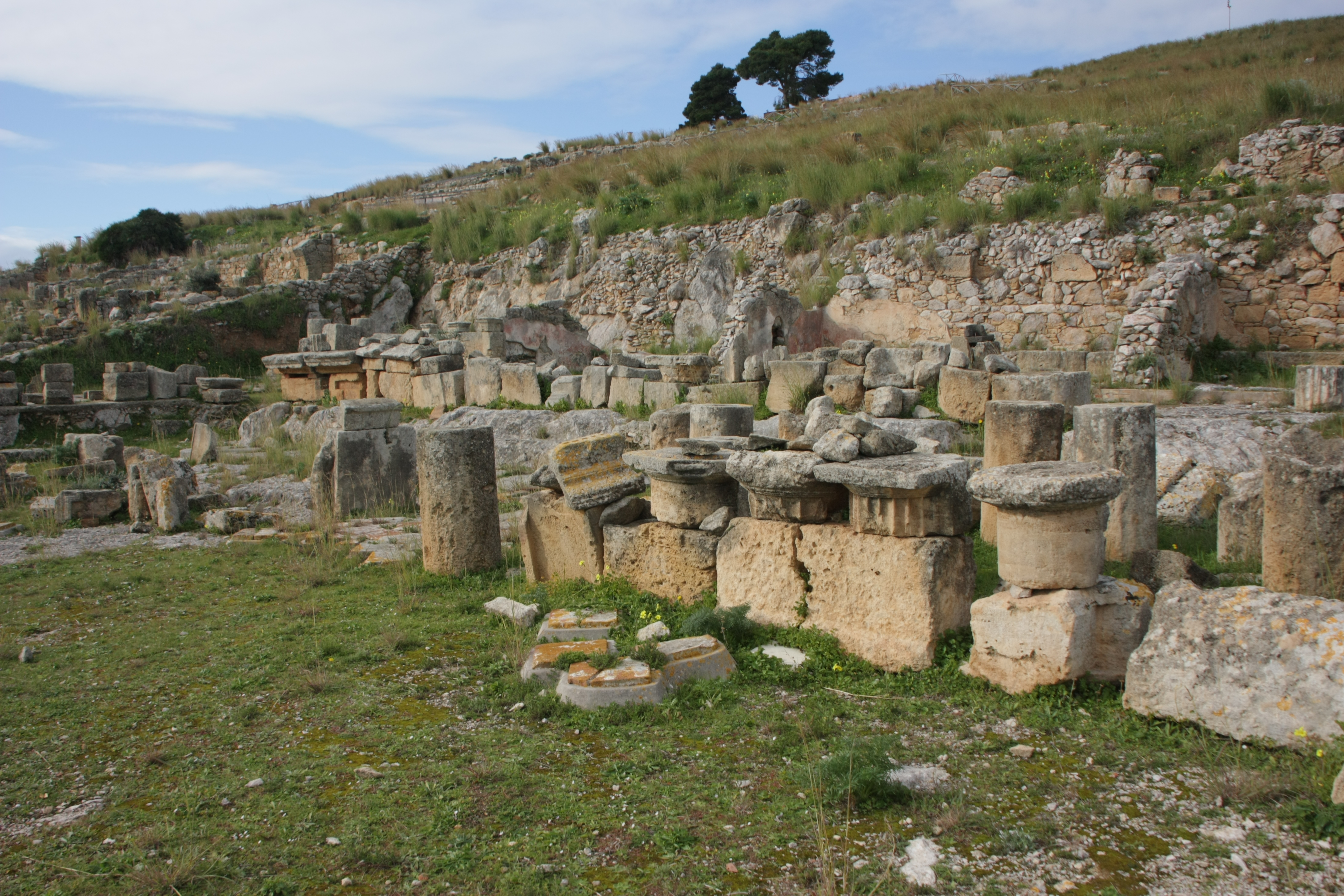
Resti della stoa

La Via dell'Agorà, ivi allargandosi sino a 8 metri, conduce alla vera e propria zona pubblica della città. Sulla sinistra, le si affianca un piazzale allungato, lastricato a mattoni, che probabilmente era chiuso da un grande portico a paraskénia (cioè con brevi risvolti all'estremità). In fondo al portico si aprono nove esedre a pianta rettangolare, dotate di due colonne, fra ante con semicolonne: la presenza di banchine dimostra che si trattava di luoghi destinati al soggiorno ed al riposo. Nell'ultimo ambiente a nord sono i resti di una nicchia, originariamente ospitante le statue di due anfipoli di Zeus Olimpio, come si deduce dall'iscrizione qui trovata in situ. Gli ambienti erano ricoperti da un robusto solaio in muratura, ampliamento della terrazza sovrastante.

### La cisterna
Oltre l'estremità settentrionale del portico si trova una grandiosa cisterna rettangolare, certamente pubblica, la cui copertura era sostenuta da tre file i pilastri. Questa non è l'unica cisterna del sito, anche se essa è la più grande.

### Il teatro

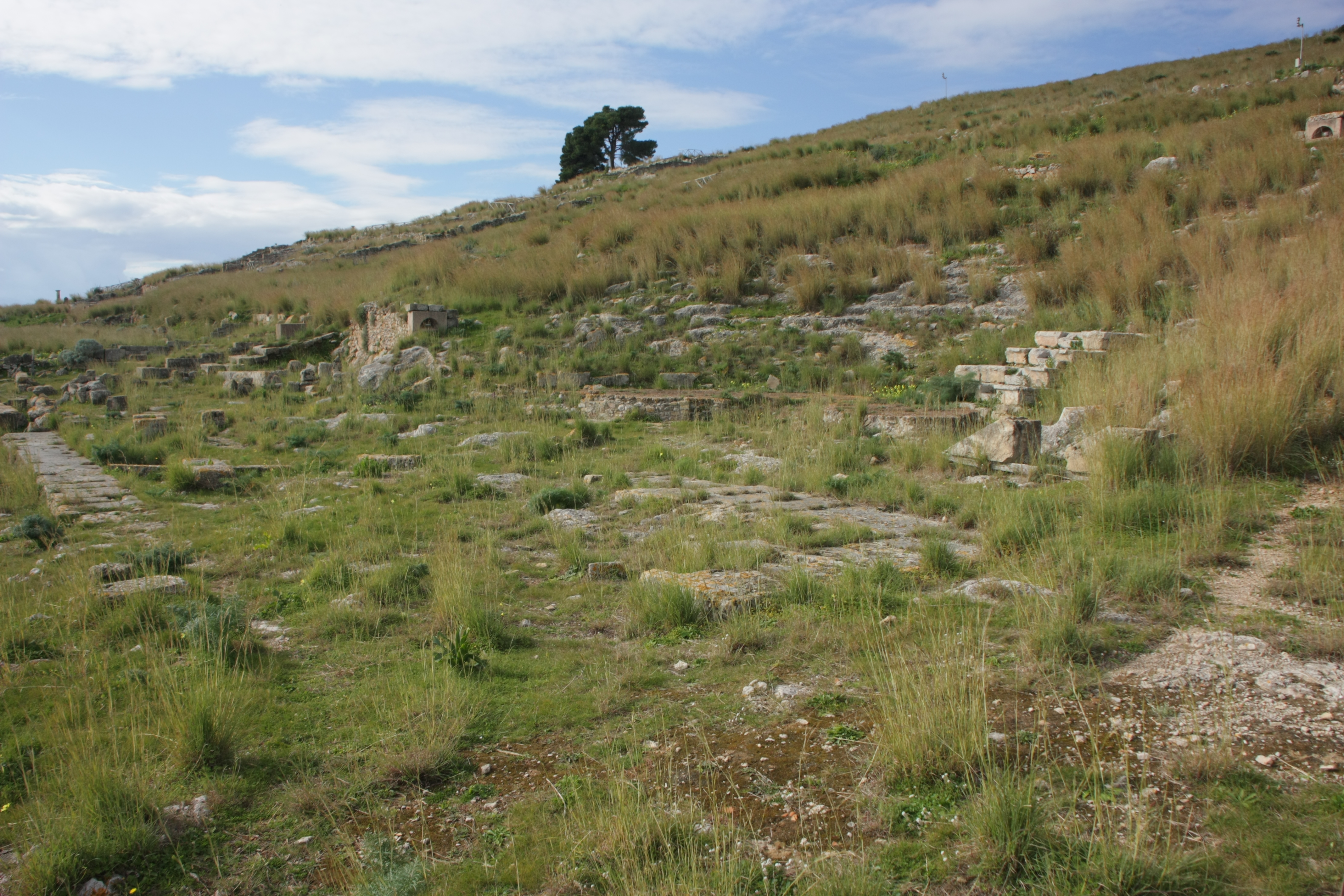
Il teatro, di cui rimangono poche pietre

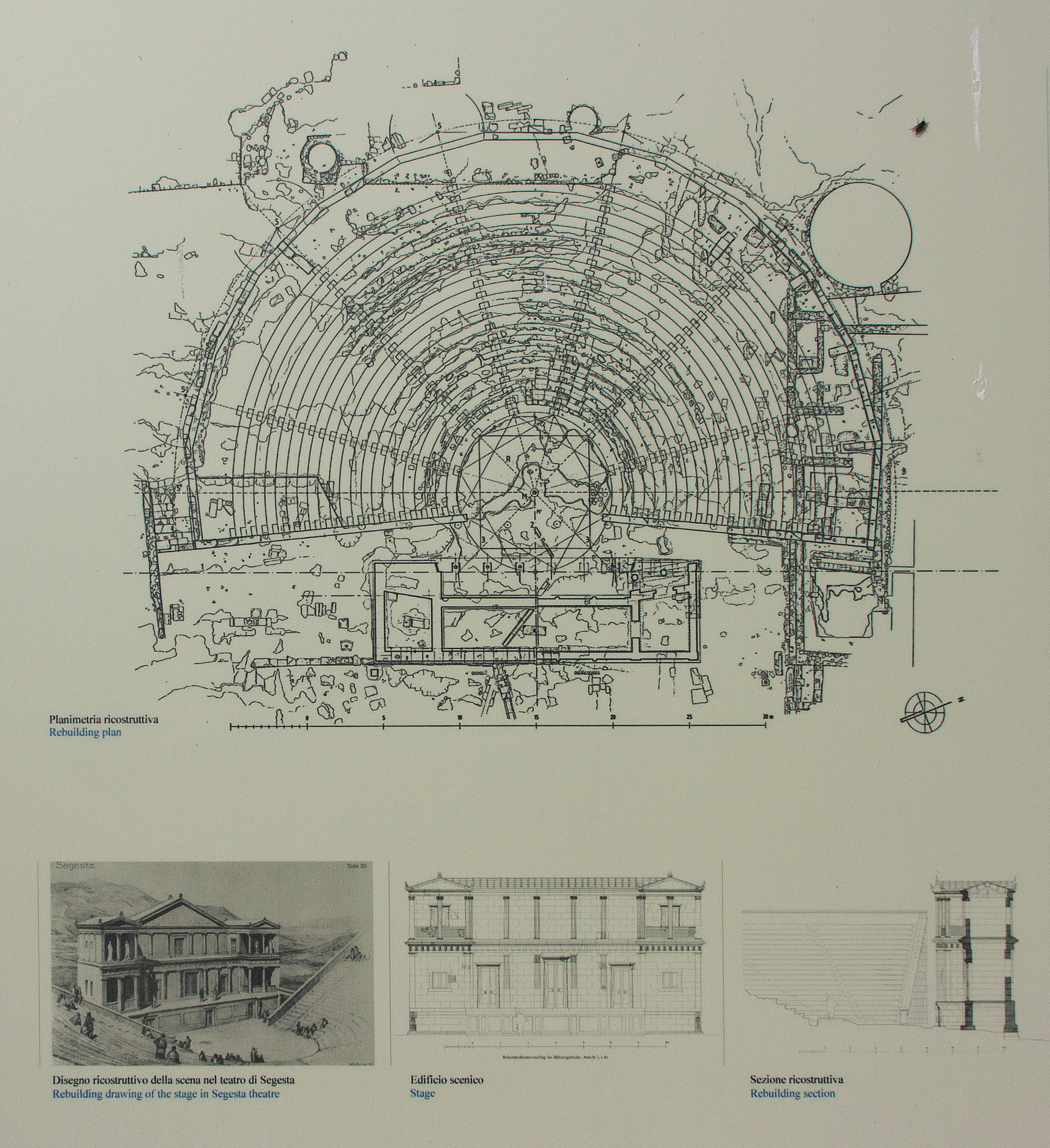
Schema del teatro di Solunto

La terrazza superiore era occupata dal teatro e dal bouleuterion. Il teatro, nella sua forma definitiva, aveva un diametro di circa 45 m e ventuno ordini di gradini (esclusi quelli di proedria – per i personaggi più facoltosi della città – che però non sono conservati). Esso è limitato da un muro di sostegno poligonale, del quale resta un tratto nel lato settentrionale (una simile sistemazione si ritrova nel contemporaneo teatro di Metaponto). Si tratta di un piccolo edificio, adeguato alle ridotte dimensioni della città, che poteva contenere circa milleduecento spettatori. L'orchestra presenta due pavimenti sovrapposti, relativi a due fasi successive: la prima probabilmente del IV secolo a.C., la seconda d'età ellenistica. La scena, anch'essa rifatta più di una volta, è simile a quella dei teatri di Segesta e Iaitas.
A nord del teatro si trovava in origine un edificio, certamente pubblico, dotato di un piccolo colonnato, e che si concludeva in una rotonda, parti della quale sono conservate aderenti al recinto esterno del teatro. Nel corso della prima metà del I secolo d.C. questa costruzione, ed una parte della cavea del teatro furono occupate da una grande casa privata. È questo un chiaro indizio della decadenza della città, e in particolare delle sue istituzioni civiche: il teatro infatti, nel mondo ellenico o ellenizzato, non era solo un edificio destinato allo spettacolo, ma anche la sede delle assemblee popolari (come dimostra, in questo caso, il collegamento strettissimo con l'agorà e soprattutto col vicino bouleuterion).

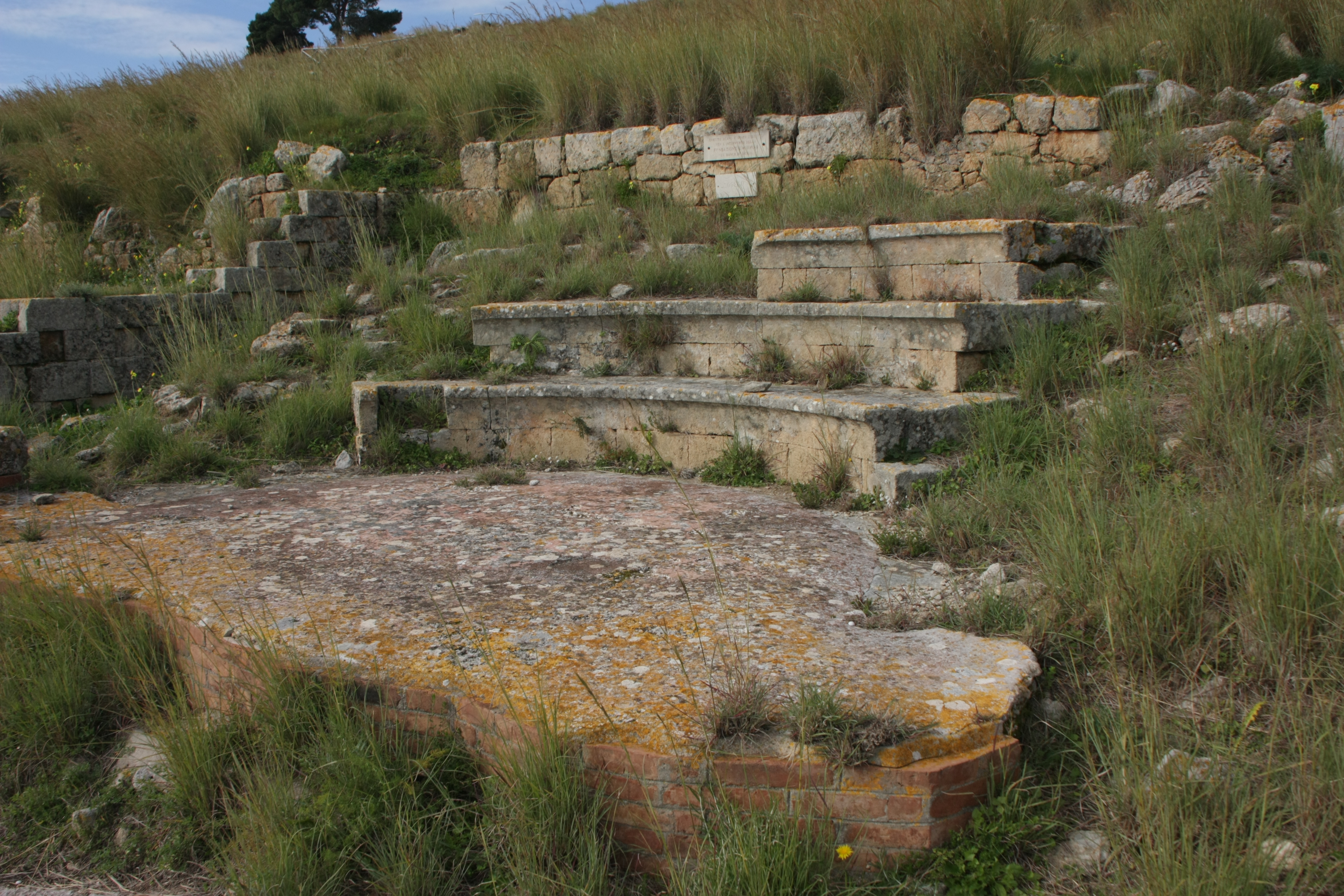
Il bouleterion

### Il bouleterion
Il bouleuterion (edificio della boulé, il senato locale), collocato immediatamente a sud del teatro, è una costruzione rettangolare (11,30 x 7,30 m), che include una piccola cavea circolare a cinque ordini di posti, suddivisi in tre settori. Il loro numero, circa cento, corrisponde bene a quello di un ridotto senato locale.

### Le altre parti
Nella parte del colle sovrastante il teatro sono resti di strutture non ancora identificate; ma il cui carattere è probabilmente sacro. Si può pensare, in effetti, che qui fosse l'acropoli della città; cosa che potrà essere compresa in seguito a futuri scavi.
All'estremità settentrionale dell'area pubblica, dove termina anche la parte conservata dell'abitato, è un'importante casa, un angolo della quale è scomparso nella frana che ha interessato quest'area. Si tratta di una ricca abitazione con peristilio ad otto colonne (tre per lato), circondato da ampi ambienti e da un cubicolo. Il peristilio presenta un pavimento a pietre bianche irregolari, in cui sono irregolarmente inserite pietre colorate. Nell'area centrale è un impluvio con orlo in blocchi modanati. L'ambiente a sud conserva un pavimento in mosaico bianco con un disegno a reticolato in tessere nere. Il cubicolo è distinto in due parti: quella destinata all'alcova è separata da un motivo lineare in bianco e nero, mentre al centro dell'altra era un emblema, poi asportato.
I muri conservano resti di pitture di II stile, appartenenti ad una seconda fase della decorazione (circa 70 a.C.). I due grandi ambienti a sud-ovest e ad ovest del peristilio sono pavimentati con mosaici bianchi con semplici fasce d'inquadramento nere. Quello ad ovest presenta anche notevoli resti di pitture di III stile, d'età augustea: tirsi verticali che sostengono ghirlande, su fondo bianco.